# Pehr von Afzelius
Pehr von Afzelius, född 14 december 1760 på Larvs prästgård i Västergötland, död 2 december 1843 i Uppsala, var svensk läkare, professor och arkiater. Han var son till kontraktsprosten Arvid Afzelius och bror till Adam Afzelius och Johan Afzelius.

## Biografi
Han blev student vid Uppsala universitet 1777. Vid detta lärosäte hade då anatomin nyss fått sin förste egna målsman, Adolph Murray, som väckte Afzelius intresse för läkarbanan. Efter disputation för den filosofiska graden 1782, blev han redan i slutet av 1783 medicine licentiat och disputerade för den medicinska graden. Åren 1784–86 studerade han hos samtidens främsta läkare i Paris och London. Under sin frånvaro blev han promoverad till medicine doktor och utnämnd till medicine adjunkt vid Uppsala universitet.
Hemkommen förordnades han 1788 att vara kirurg vid Akademiska sjukhuset, fick assessors namn och värdighet samt fullmakt att vara regementsfältskär vid Livgardet, men behöll även sysslan vid universitetet. Han fick också befallning att genast åtfölja regementet till Finland. Där började för honom en ny verksamhet, den organiserande, och han blev 1789 överdirektör vid arméns medicinalverk.
Efter krigets slut återvände han till universitetet. Efter Johan Gustaf Acrels död utnämndes han 1801 till professor i medicin vid Uppsala universitet, en befattning han behöll i 19 år. År 1804, då gula febern hotade i Sverige, fick han uppdraget att föreslå de medicinska åtgärderna; såsom generalinspektör över arméns medicinalvård företog han långa resor inom landet, och såsom livmedikus hos dåvarande kronprinsen Karl Johan åtföljde han denne under det norska fälttåget. Han var åren 1796-1824 intendent vid Sätra hälsobrunn.
Han deltog dessutom i flera kommittéer rörande sjuk- och fattigvård. Vid tillträdet till livmedikusbefattningen erhöll Afzelius fullmakt såsom kunglig arkiater. Han invaldes 1804 som ledamot nummer 320 av Vetenskapsakademien, var dess preses 1812, och adlades 1815 under nummer 2240. Sonsonen Per Vilhelm slöt ätten vid sin död 1876. Redan 1786 kallades han till ledamot av "The Royal Medical Society" i Edinburgh samt sedermera även av andra utländska lärda samfund, såsom av vetenskapssocieteten i Philadelphia. Vid doktorspromotionen 1835 blev Afzelius medicine jubeldoktor, samtidigt som deputerade från Svenska läkarsällskapet överlämnade en medalj i guld till honom, på vilken var präglad hans bild och hans valspråk: Prudenti Audacia.
Pehr von Afzelius är begravd på Uppsala gamla kyrkogård.